# ケヴィン・チャンバーリン
ケヴィン・チャンバーリン（Kevin Chamberlin,  1963年11月25日 - ）は、アメリカ合衆国の俳優である。

## 来歴
1963年、メリーランド州ボルチモアに生まれる。7歳のころにニュージャージー州ムーアズタウンへ移り住み、そこで育った。高校卒業後にラトガース大学へ進学し、演劇を学ぶ。なかなか役者として芽が出ない日が続いたが、その間デパートのサンタクロースのアルバイトなどをした。しかし、その後はブロードウェイ舞台で出演した『Dirty Blonde』、『Seussical』、そしてミュージカル版の『アダムス・ファミリー』でドラマ・デスク・アワードとトニー賞へノミネートされている。ちなみに『アダムス・ファミリー』では、フェスター・アダムスを演じた。
映画への出演でも知られ、劇場用映画デビュー作でもあるブルース・ウィリスの出世作第三作目『ダイ・ハード3』では爆弾処理のスペシャリストを演じたり、近年ではアン・リー監督の『ウッドストックがやってくる』では主人公たちに融資を貸し渋る銀行員などを演じた。テレビドラマではディズニー・チャンネルで2011年から放送されている『ジェシー!』のレギュラーも務めている。
ゲイであることを公にしている。

## 出演作品

### 映画
- ダイ・ハード3 Die Hard: With a Vengeance (1993)
- イン&アウト In & Out (1997)
- ボイスレター Letters from a Killer (1998)
- トリック Trick (1999)
- ブロークン・ハイウェイ Earthly Possessions (1999) ※テレビ映画
- Herman U.S.A. (2001)
- ロード・トゥ・パーディション Road to Perdition (2002)
- サスペクト・ゼロ Suspect Zero (2004)
- クランク家のちょっと素敵なクリスマス Christmas with the Kranks (2004)
- 氷の挑発 Bound by Lies (2005) ※ビデオ作品
- Loudmouth Soup (2005)
- ラッキーナンバー7 Lucky Number Slevin (2006)
- The Valley of Light (2007) ※テレビ映画
- ガール・ネクスト・ドア The Girl Next Door (2007)
- ウッドストックがやってくる Taking Woodstock (2009)
- ポゼッション Possessions (2012)
- ティーン・ビーチ・ムービー Teen Beach Movie (2013) ※テレビ映画
- みんなあつまれ! ワンダーパーク Wonder Park (2019) ※声の出演
- ザ・プロム The Prom (2020)

### テレビシリーズ
- ABC Afterschool Specials (1992)
- ゴーストライター Ghostwriter (1994)
- ニューヨーク・ニュース New York News (1995)
- LAW & ORDER:性犯罪特捜班 Law & Order: Special Victims Unit (2001)
- エド Ed (2001, 2002)
- WITHOUT A TRACE/FBI 失踪者を追え! Without a Trace (2003)
- そりゃないぜ!? フレイジャー Frasier (2003)
- キングピン Kingpin (2003)
- NIP/TUCK マイアミ整形外科医 Nip/Tuck (2003)
- According to Jim (2003)
- It's All Relative (2004)
- The D.A. (2004)
- 女検死医ジョーダン Crossing Jordan (2005)
- Listen Up (2005)
- Jake in Progress (2005)
- Inconceivable (2005)
- Sex, Love & Secrets (2005)
- Crumbs (2006)
- CSI:ニューヨーク CSI: NY (2006)
- Twenty Good Years (2006)
- HEROES Heroes (2007)
- State of Mind (2007)
- ジェシー! Jesse (2011 - 2015)
- オースティン&アリー Austin & Ally (2012)
- グッドラックチャーリー Good Luck Charlie (2013)
- アウターレンジ ～領域外～ Outer Range (2022)

### アニメ作品
- クイア・ダック ザ・ムービー Queer Duck: The Movie (2006) ※ビデオ作品